# Susceptibilidade magnética
Em electromagnetismo a susceptibilidade magnética (designada por {\displaystyle \chi _{m}}) mensura a capacidade que tem um material em magnetizar-se sob a ação de uma estimulação magnética de um campo magnetizante ao qual este é submetido.

## Magnetização
Na presença de uma excitação magnética {\displaystyle {\vec {H}}}, os vários momentos magnéticos eletrônicos ou nucleares - ou seja, o dipolos atômicos - vão dividir-se em diferentes orientações segundo os níveis de energia que lhe sejam mais convenientes. A forma como a matéria responde à estimulação magnética depende entretanto não apenas do comportamento individual destes dipolos magnéticos frente ao estímulo externo mas também de como estes relacionam-se entre si e de como esta relação é afetada pelo campo estimulante. A resposta ao estímulo é expressa na forma de uma magnetização {\displaystyle {\vec {M}}} do material, e há materiais que respondem de forma a opor-se fracamente à presença do estímulo em seu interior e há os que respondem fracamente a favor do estímulo, ambos fazendo-no de forma geralmente proporcional ao estímulo. Os primeiros são classificados como materiais diamagnéticos e os últimos constituem o grupo dos materiais paramagnéticos. Há ainda os materiais que respondem de forma intensa ao campo estimulante - os ferromagnéticos - e os que não respondem - os antiferromagnéticos.

## Susceptibilidade
Em materiais paramagnéticos e diamagnéticos sob ação de um campo estimulante não muito intenso a magnetização é proporcional à estimulação magnética aplicada, sendo por esta estimulação, qualquer que seja o valor do estímulo, sustentada: quando remove-se o campo estimulante, a magnetização destes materiais desaparece.
O coeficiente de proporcionalidade, designada por {\displaystyle \chi _{m}}, define a susceptibilidade magnética do meio ou do material considerado. 
{\displaystyle {\vec {M}}=\chi _{m}\cdot {\vec {H}}}   
sendo:
- {\displaystyle {\vec {M}}} a magnetização induzida, mensurada em ampere por metro (A/m);

- {\displaystyle {\vec {H}}} a estimulação magnética, também em ampere por metro (A/m); e

- {\displaystyle \chi _{m}} a susceptibilidade magnética (adimensional) do material.

Com base no sinal da susceptibilidade pode-se afirmar que:
- quando {\displaystyle \chi _{m}} é positivo, tem-se o caso de um material paramagnético;
- quando {\displaystyle \chi _{m}} é negativo, tem-se o caso de um material diamagnético.

Existe uma relação entre a susceptibilidade magnética e a permeabilidade magnética do meio, esta última a constante de proporcionalidade que relaciona o campo magnético total {\displaystyle {\vec {B}}} resultante tanto do estímulo quanto da magnetização induzida com o campo estimulante {\displaystyle {\vec {H}}}. Sendo {\displaystyle \mu _{r}} permeabilidade relativa do material:
{\displaystyle \mu _{r}=\chi _{m}+1}   .

## Susceptibilidade de alguns materiais
A tabela abaixo  apresenta alguns valores da susceptibilidade magnética para materiais tanto paramagnéticos como diamagnéticos:
| Diamagnéticos      | {\displaystyle \chi _{m}} | Paramagnéticos     | {\displaystyle \chi _{m}} |
| ------------------ | ------------------------- | ------------------ | ------------------------- |
| Bismuto            | -1,6 × 10-4               | Oxigênio           | +1,9x10-6                 |
| Ouro               | -3,4×10-5                 | Sódio              | +8,5x10-6                 |
| Mercúrio           | -2,8x10-5                 | Titânio            | +1,8x10-4                 |
| Prata              | -2,4x10-5                 | Alumínio           | +2,1x10-5                 |
| Cobre              | -9,7x10-6                 | Tungstênio         | +7,8x10-5                 |
| Água               | -9,0×10-6                 | Platina            | +2,4x10-4                 |
| Dióxido de carbono | -1,2x10-8                 | Oxigênio (líquido) | +3,9x10-3                 |
| Hidrogênio         | -2,2x10-9                 | Gadolínio          | +4,8x10-1                 |

De acordo com a equação constitutiva da matéria utilizada no sistema S.I., a magnetização M e a excitação magnética H têm a mesma unidade. A susceptibilidade magnética, que não é mais do que uma relação entre essas duas grandezas, não tem unidades (grandeza adimensional).